# Año Internacional de la Juventud (2010-11)
El Año Internacional de la Juventud (2010-11) fue proclamado por la Asamblea General de las Naciones Unidas mediante la resolución 64/134, adoptada el 18 de diciembre de 2009. Este año conmemorativo comenzó oficialmente el 12 de agosto de 2010, coincidiendo con el Día Internacional de la Juventud, y se extendió hasta el 11 de agosto de 2011.
El lema elegido, "Diálogo y Comprensión Mutua", reflejó el objetivo central de promover el entendimiento intercultural entre los jóvenes, fomentando valores fundamentales como la paz, los derechos humanos, la solidaridad y la cooperación global. Esta proclamación marcó también el 25.º aniversario del Año Internacional de la Juventud de 1985, que tuvo como lema "Participación, Desarrollo, Paz". Mientras que en 1985 se destacó la importancia de la participación activa de los jóvenes en el progreso social, en 2010-2011 se amplió el enfoque hacia el diálogo como herramienta clave para fortalecer la cohesión social y enfrentar los desafíos de un mundo cada vez más interconectado.
Este año buscó destacar el papel de los jóvenes como agentes esenciales para el desarrollo económico, social y cultural, reconociendo que abordar sus desafíos y oportunidades influiría directamente en el bienestar de las generaciones futuras.

## Actividades y alcance
Durante el período conmemorativo, se llevaron a cabo entre los jóvenes del mundo diversas actividades y eventos  alineadas en gran medida con los Objetivos de Desarrollo del Milenio.
Entre las actividades más destacadas se encuentran el V Congreso Mundial de la Juventud, celebrado del 31 de julio al 13 de agosto de 2010 en Estambul, Turquía, la Conferencia Mundial de la Juventud, organizada por el Gobierno de México del 24 al 27 de agosto de 2010, ambos eventos enfatizaron el papel de los jóvenes como actores clave para el desarrollo y la necesidad de su participación activa en la construcción de sociedades más inclusivas. Además, Singapur acogió los primeros Juegos Olímpicos de la Juventud, realizados entre el 14 y el 26 de agosto de 2010, cuyo objetivo fue inspirar a los jóvenes a adoptar y promover los valores olímpicos de excelencia, amistad y respeto.
Durante todo el período, se fomentó la participación activa de los Estados miembros, las organizaciones juveniles, la sociedad civil y el sector privado en la organización de actividades relacionadas. Asimismo, se alentó la contribución de recursos voluntarios para financiar los eventos programados, asegurando de esta manera un alcance amplio y sostenible.